# Bernt Holmboe
Bernt Michael Holmboe (1795-1850) fue un matemático noruego, profesor del también matemático, Niels Henrik Abel.

## Biografía
Hijo de un predicador, estudió en la escuela catedralicia de Cristianía (hoy Oslo). Tras ser asistente del profesor universitario Christopher Hansteen, en 1818 fue nombrado profesor en la escuela catedralicia, donde tuvo como alumno más brillante a Niels Abel. En 1820, al morir el padre de Abel, le consiguió recursos para que pudiera continuar sus estudios en la universidad, estableciéndose entre ellos una fuerte amistad. En 1828 pasó a ser profesor lector de la universidad de Cristiania, cargo que mantuvo hasta su muerte. Holmboe fue quien redactó el obituario de su amigo Abel; y se encargó igualmente de la publicación y edición de las obras completas del mismo en Oslo en 1839. También publicó un libro de cálculo avanzado con el título de Laerebog y den höiere Mathematik (Oslo, 1849).